# Akademie der Wissenschaften Agder
Die Akademie der Wissenschaften Agder (norwegisch Agder Vitenskapsakademi (AVA), englisch Agder Academy of Sciences and Letters) hat ihren Sitz in Kristiansand. Es handelt sich um eine der Akademien der Wissenschaften in Norwegen. Gegenwärtig hat die Akademie etwa 200 Mitglieder.
Ihr Vorläufer war die am 27. Oktober 1962 auf Initiative von Magnus Breilid und Halvor Vegard Hauge gegründete Agder akademi, deren erster Präsident Hauge war. Auf Betreiben der Akademie wurde 1969 eine eigene Hochschule in Südnorwegen errichtet, die Distriktshochschule Agder, aus der später die Universität Agder hervorging.
Nach einer längeren Latenzzeit wurde die Akademie am 27. Oktober 2002 wiederbelebt. Zum Präsidenten wurde Ernst Håkon Jahr gewählt; seine Nachfolgerin ist May-Brith Ohman Nielsen. Die Akademie der Wissenschaften Agder initiiert und fördert die Forschung in Agder und legt dabei das Hauptaugenmerk auf wissenschaftliche Aktivitäten mit gesellschaftlicher Relevanz. Das zentrale Publikationsorgan ist das Jahrbuch Agder Vitenskapsakademi – Årsbok.

## Weblink
- Offizielle Homepage der Akademie der Wissenschaften Agder